# Kakuji Kakuta
Kakuji Kakuta (角田 覚治 Kakuta Kakuji?,  23 de septiembre de 1890-2 de agosto de 1944) fue un vicealmirante de la Armada Imperial Japonesa durante la Segunda Guerra Mundial. Estuvo al mando de la 4.ª (1941-1942) y 2.ª División de Portaaviones (1942-1943) de la 1.ª Flota Aérea, donde también asumiría el cargo de Comandante en Jefe tras ser rebautizada como Flota Aérea terrestre (1943) hasta su muerte.

## Biografía
Kakuta era nativo del distrito Minamikanbara, prefectura de Niigata, Japón. Se graduó en la 39.ª clase en la Academia Naval Imperial Japonesa, graduándose el 45.º de una clase de 145 cadetes en 1911. Se desempeñó como guardiamarina en el crucero Aso y en el crucero de batalla Ibuki. Al ser ascendido a alférez, fue asignado al crucero Chiyoda. Más tarde, como teniente, sirvió en el acorazado Settsu y el crucero Azuma durante la Primera Guerra Mundial. Luego sirvió en el acorazado Kirishima, en el destructor Yanagi, y fue artillero jefe en los cruceros Suma y Tenryū.
Kakuta fue nombrado oficial de equipamiento en el crucero Yūbari en el año de su botadura (1923). A continuación asistió a la 23.ª clase de la Escuela del Colegio Naval, y fue ascendido a teniente comandante en la graduación. En 1926, desempeñó el cargo de artillero jefe en el crucero Furutaka y posteriormente en una serie de puestos de personal. Su primer mando fue el crucero Kiso, que comenzó el 10 de marzo de 1934. Posteriormente ordenó a los cruceros Furutaka e Iwate, y los acorazados Yamashiro y Nagato. Fue ascendido a contraalmirante el 15 de noviembre de 1939.

### Segunda Guerra Mundial
Al comienzo de la guerra del Pacífico en diciembre de 1941, Kakuta estaba al mando de la 4.ª División de Portaaviones, compuesta por el portaaviones Ryūjō. Su misión consistía en proporcionar apoyo aéreo para los desembarcos de fuerzas japonesas en Filipinas. Kakuta también participó en la incursión del Océano Índico contra bases británicas en la India y Ceilán a principios de 1942.
Durante la batalla de Midway en junio de 1942, Kakuta comandó una fuerza de apoyo con los portaaviones Ryūjō y Jun'yō, que realizaron incursiones aéreas contra Dutch Harbor como parte de las etapas iniciales de la campaña de las islas Aleutianas. Posteriormente, como comandante de la 2.ª División de Portaaviones que incluía unidades de aviones asignadas en el Jun'yō y el Zuikaku, Kakuta dirigió operaciones aéreas contra las fuerzas navales estadounidenses durante la batalla de las Islas Santa Cruz y la batalla naval de Guadalcanal.
Kakuta fue promovido a vicealmirante el 1 de noviembre de 1942. Después de la muerte del almirante Isoroku Yamamoto, el nuevo Comandante en Jefe de la Flota Combinada (聯合艦隊 Rengō Kantai), Mineichi Koga, reestructuró la Armada Imperial Japonesa alrededor del concepto del grupo de trabajo de los portaaviones americanos. El 1 de julio de 1943, se asignó a Kakuta el mando de la 1.ª Flota Aérea, que incluía todas las unidades terrestres de aeronaves navales ubicadas en Filipinas y las islas japonesas del Pacífico central. Sin embargo, en febrero de 1944, los escuadrones sufrieron pérdidas masivas de aeronaves y personal por parte de las incursiones de los portaaviones estadounidenses. Bajo la dirección de Kakuta desde su cuartel general en Tinián, muchas de las unidades restantes aeronáuticas participaron en la batalla del Mar de Filipinas en junio del presente año, sufriendo mayores pérdidas.

#### Muerte
Durante la batalla de Tinian, Kakuta era el oficial militar de mayor rango en la isla, aunque él no era directamente responsable de las defensas. Mientras los estadounidenses se acercaban a Tinián, Kakuta y su equipo hicieron repetidos esfuerzos para escapar en botes de goma en una cita preestablecida con un submarino japonés. Después de varios intentos fallidos, Kakuta y su personal se retiraron a una cueva en la costa este de Tinián y nunca volvieron a ser vistos. Se presume que Kakuta se suicidó poco después de que los estadounidenses aterrizaron y que su cuerpo fue enterrado en un lugar secreto por miembros de su personal.